# Polo Barriga
Polo Barriga (Quito, 6 de abril de 1947 - ibídem, 21 de mayo de 2012) fue un periodista ecuatoriano con una extensa carrera en los medios de comunicación y de ideología política de izquierda.

## Biografía

### Vida personal
Barriga se casó en cinco ocasiones, producto de esto tuvo cuatro hijos. Estos se dedicaron al cine, comunicación, danza y radio.

### Carrera
Realizó sus estudios de periodismo en México, y en sus inicios pasó por Radio Quito a los 18 años y se desarrolló como presentador en el noticiero de Ecuavisa. Ahí creó el programa Vamos a la peña y En directo, este último conducido por Carlos Vera, y más tarde llegó a ser director de noticias del canal. Trabajó como productor, locutor y presentador en las décadas de 1970 y 1980 como parte de Telenacional, actual Gama TV. Durante el gobierno de Rodrigo Borja en Ecuador, ocupó el cargo de Secretario de Comunicación. Sus últimas actividades en la televisión fueron en Teleamazonas y Gamavisión actual Gama TV, y en la radio como locutor de la estación Sonorama, en el programa La chacota junto a Carlos Michelena entre 1997 y 2003. Después de haberse alejado de la política desde el gobierno de Borja, reaparece en apoyo a la Ley de Comunicación del gobierno de Rafael Correa, siendo en los últimos años de su vida parte del Consejo Editorial del canal Ecuador TV. Luego de varios meses de padecer cáncer, falleció a las 7:00 de la mañana del día lunes 21 de mayo de 2012 en la ciudad de Quito.